# 性本恶
《性本恶》（英語：Inherent Vice）是一部2014年美国黑色幽默剧情片，為保羅·湯瑪斯·安德森编剧并执导。改编自托马斯·平钦的同名小说《固有瑕疵》，为首部改编自平钦的电影。由瓦昆·菲尼克斯、喬許·布洛林、歐文·威爾森、凱薩琳·華特斯頓、瑞絲·薇斯朋、班尼西歐·狄奧·托羅、瑪雅·魯道夫、吉娜·瑪隆與馬丁·修特主演。美国于2014年12月12日上映。

## 剧情
1970年，私家侦探拉里调查他前女友及其男友失踪的案件，却在探案的过程中愈卷愈深，走进了一个由冲浪手、皮条客、贩毒者、摇滚乐手、犯了命案的高利贷者组成的复杂世界里。

## 演員
- 瓦昆·菲尼克斯 飾 Larry "Doc" Sportello
- 喬許·布洛林 飾 Christian "Bigfoot" Bjornsen
- 歐文·威爾森 飾 Coy Harlingen
- 凱薩琳·華特斯頓 飾 Shasta Fay Hepworth
- 瑞絲·薇斯朋 飾 Penny Kimball
- 班尼西歐·狄奧·托羅 飾 Sauncho Smilax
- 吉娜·瑪隆 飾 Hope Harlingen
- 瑪雅·魯道夫 飾 Petunia Leeway
- 馬丁·修特 飾 Dr. Rudy Blatnoyd
- 喬安娜·紐森（英语：Joanna Newsom） 飾 Sortilège
- 周洪 飾 Jade
- 珍妮·柏林 飾 Aunt Reet
- 艾瑞克·羅勃茲 飾 Michael Z. "Mickey" Wolfmann
- 賽連娜·史考特·湯瑪斯 飾 Sloane Wolfmann
- 馬丁·杜 飾 Dr. Buddy Tubeside
- 麥克·肯尼斯·威廉士 飾 Tariq Khalil
- 珊農·柯利斯 飾 Bambi
- 克里斯多福·艾倫·納爾森 飾 Glenn Charlock
- 薇薇安·哈立迪 飾 Amethyst Harlingen
- 安德魯·辛普森 飾 Riggs Warbling
- 山姆·賈格 飾 Agent Flatweed
- 蒂米·西蒙斯（英语：Timothy Simons） 飾 Agent Borderline
- 茱莉安·貝爾（英语：Jillian Bell） 飾 Chlorinda
- 蜜雪兒·辛克萊（英语：Belladonna (actress)） 飾 Clancy Charlock
- 艾琳·譚 飾 Xandra
- 薩莎·皮特絲 飾 Japonica Fenway
- 基斯·賈丁（英语：Keith Jardine） 飾 Puck Beaverton
- 迪蓮娜·米切爾 飾 Mrs. Chastity Bjornsen
- 傑佛森·梅斯（英语：Jefferson Mays） 飾 Dr. Threeply
- 艾麗卡·蘇利文 飾 Dr. Lily Hammer
- 彼得·麥克羅比（英语：Peter McRobbie） 飾 Adrian Prussia
- 馬丁·多諾萬 飾 Crocker Fenway
- 薩曼莎·雷莫爾 飾 Golden Fang Mother
- 麥迪遜·萊斯利（英语：Madison Leisle） 飾 Golden Fang Daughter

## 製作

### 發展
2010年12月，保羅·湯瑪斯·安德森將改編托馬斯·品欽所著的《固有瑕疵》，並在《世紀教主》製作幾個月前被無限期擱置後開始編寫劇本。安德森最初原封不動改編整本384頁的小說，使得比小說更容易刪減劇本。直至2011年2月，安德森已經完成初稿，第二稿也完成一半以上。原先初稿是在沒有旁白的情況下寫成的，但索爾蒂萊格的角色後來成為旁白的方式登場。2012年9月，安德森表示仍在編寫劇本，但希望能夠將《性本惡》投入製作，並在幾年內提高工作效率。
本片為首部改編自托馬斯·品欽小說的電影，安德森形容它“宛如一部切奇和崇式電影”。過去幾年，安德森曾考慮改編品欽1990年的小說《葡萄園》，但不知如何改編。當《固有瑕疵》出版時，被其深深吸引，並與《世紀教主》同時創作改編。安德森對小說的結局進行了重大更動並將小說敘述為“文筆深刻、優美深刻的內容，混合了你能想像到的最好的放屁幽默和糞便笑話。”安德森另補充啟發本片的靈感來源自《夜長夢多》（1946）、《死吻》（1955）、改編自雷蒙·錢德勒小說的《漫長的告別》（1973）以及切奇和崇的《雲霧之上》（1978）等電影。安德森表示，他試圖在銀幕上塞滿品欽擠在紙上的笑話，而視覺笑話和噱頭的靈感源自ZAZ式的惡搞喜劇，比如1982年的電視劇《警察小隊！》，以及《空前绝后满天飞》（1980）《笑破鐵幕》（1984）。安德森亦使用地下漫畫《神話般的毛茸茸的怪物兄弟》作為其所說寫作過程中無價的“研究聖經”。
主體拍攝於2013年5月在加州洛杉矶和帕萨迪纳开拍，同年8月2日杀青。
英国音乐人强尼·格林伍德为影片配乐，音乐在伦敦的皇家爱乐乐团进行录制。

## 發行
《性本惡》入選第52屆紐約影展並作為該影展核心的中場焦點（Centerpiece），於2014年10月4日全球首映。該片於2014年12月12日限量上映，後於2015年1月9日在全美645間戲院上映。

## 评价
根据烂番茄上254條专业影评（187條好評，67條差評），新鲜度74%，平均分數7.2／10，網站共識寫道：“《性本惡》可能會讓那些要求絕對連貫性的觀眾感到沮喪，但它公正地對待了其廣受好評的源材料——並且應該會讓導演保羅·湯瑪斯·安德森的粉絲們感到滿意”。Metacritic上43篇影评（39條好評，3條褒貶不一，1條差評）得分81分（滿分100），取得“普遍好评”。一些影评人将本片列入邪典电影之中，喬許·布洛林和凱薩琳·華特斯頓的演出获得广大肯定，不过一些人对复杂剧情感到不满。
《國際電影雜誌》的伊森·阿爾特（Ethan Alter）評論道：“令人困惑、具有挑戰性且始終獨一無二”。IGN影評人麥特·帕奇斯（Matt Patches）給這部電影打出了8.9分（滿分10分），他說：“沒有什麼是確定的——一種令人驚訝的回報感，需要重複觀看。有太多太多的東西需要吸收，而安德森在主題之上堆積的所有笑聲意味著還有很多東西值得錯過。《性本惡》是一種高品質的菌株：挑釁、搞笑，而且有其獨特的怪異風格”。
2016年，BBC對177位影評人進行的21世紀100部最佳電影調查中，本片排名第75位。

## 奖项
- 波士顿在线影评人协会：年度十佳电影
- 波士顿影评人协会：最佳配乐-Jonny Greenwood
- 丹佛影评人协会：最佳改编剧本-Paul Thomas Anderson
- 洛杉矶影评人协会：最佳配乐-Jonny Greenwood
- 国家评论协会：年度十佳电影、最佳改编剧本
- 旧金山影评人协会：最佳改编剧本

第87届奥斯卡金像奖
- 最佳改编剧本提名：Paul Thomas Anderson
- 最佳服装设计提名：Mark Bridges